# Elecciones generales de España de 1891
Las Elecciones Generales de 1 de febrero de 1891 en España fueron convocadas en la minoría de edad de Alfonso XIII, siendo regente su madre María Cristina de Habsburgo-Lorena. Su base legal fue la Constitución española de 1876, vigente hasta 1923, en la conocida como Restauración borbónica en España.
Como sucedió en todas las elecciones durante la restauración borbónica en España en estas el resultado estuvo determinado de antemano («encasillado») gracias al sistemático fraude electoral realizado mediante la red caciquil extendida por todo el territorio. En estas elecciones, como en el resto, el gobierno que las convocó las ganó, ya que en el régimen político de la Restauración los gobiernos cambiaban antes de las elecciones y no después como sucedía en los regímenes parlamentarios (no fraudulentos).

## Antecedentes
En base al Pacto de El Pardo de 24 de noviembre de 1885 queda instituido el sistema de turnos pacíficos en ejercicio del poder entre liberales y conservadores, que consolidó la Restauración  hasta finales del siglo XIX y principios del XX.
El 12 de julio de 1887 el gobierno Sagasta promulgó la Ley de Asociaciones, que desarrollaba este derecho constitucional, uno de los objetivos del programa liberal-fusionista.
El 23 de mayo de 1889  dieron comienzo, en medio de un gran escándalo parlamentario, las discusiones sobre el proyecto de sufragio universal (masculino). Por fin el 26 de junio de 1890 el gobierno liberal-fusionista reimplanta oficialmente el sufragio universal en el sistema electoral.
El 3 de julio cae el gobierno liberal-fusionista. El 5 de julio se forma el gabinete conservador presidido por Cánovas. El 29 de diciembre quedan disueltas las Cortes convocándose elecciones.

## Características
El 29 de diciembre de 1890 siguiendo el proceso de normalización conforme a lo pactado entre las principales fuerzas políticas, se procedió a la disolución de las Cámaras y a la convocatoria de elecciones legislativas.
El número de votantes para estas elecciones era de 4 805 000 varones mayores de 25 años de edad (sufragio masculino). Se eligieron 399 diputados el día 1 de febrero de 1891.

## Resultados
Desconocemos los datos de la abstención y como era costumbre de la época se presupone una ostensible manipulación, con victoria de los grupos liberales dinásticos, en este caso conservadores, obteniendo la necesaria mayoría para el ejercicio del gobierno: 278 escaños. 
| Fracción                | Diputados |
| ----------------------- | --------- |
| Conservadores y adictos | 253       |
| Liberales               | 74        |
| Coalición republicana   | 31        |
| Reformistas             | 9         |
| Martistas               | 8         |
| Carlistas e integristas | 7         |
| Cassolistas.            | 1         |
| No identificados        | 16        |